# 少女探偵 金田はじめの事件簿
『少女探偵 金田はじめの事件簿』（しょうじょたんてい かねだはじめのじけんぼ）はあさりよしとおの漫画作品である。「ウルトラジャンプ」（集英社）1999年第24号から2000年2月号まで掲載。雑誌では途中で何の告知もなく打ち切られたが、2006年に最終話を描き下ろして白泉社より全1巻の単行本が発売された。

## 概要
江戸川乱歩が大好きだと言う作者（あとがきより）が、横溝正史作の名探偵金田一耕助をもじった「金田一」（かねだはじめ）なる少女探偵を中心に、各種有名どころの探偵のパロディが入り乱れて猟奇犯罪の解明にいどむ物語。基本的にお笑いであり、作者の絵柄が可愛いので、あまり陰惨な印象は受けない。
初めは1話完結のスタイルをとりつつも学園に潜む猟奇殺人犯の存在を示唆する展開が続いていたが、4話目からはそれまでの伏線をほぼ放棄して奇人キャラクターが毎回登場して推理物のパロディを繰り広げる3回分で1話とする形式が続くようになる。内容の迷走ぶりについては、単行本の作者あとがきにて「開始早々に重要な要素が禁じ手にされてしまった」（明言はされていないが第2話の食人を指すと思われる）と語られている。

## あらすじ
金田一（かねだ はじめ）は女子高校生であるが、有名な探偵の孫で、高校の推理研究会の部長である少女探偵なのだった。彼女はあさみという助手の少女を一人連れ、事件のあるところへ忽然と登場するのである。
第1話「生徒会密室殺人事件」
金田一とあさみが登場。事件は胴切りにされた死体が下半身3つ、上半身1つ高校で発見された猟奇事件である。警察は彼女等を捜査から締め出すが、あさみの兄が電話して来ると現場の警部は青ざめて彼女等に協力的になる（兄の正体は不明）。
第2話「調理室殺人事件」
第1話と同じ鵺高（ぬえこう）で、死体の頭が鍋で煮られているという事件が起きた。
第3話「鵺高連続殺人事件」
監察医とその弟の職業殺人者紅男（あかお）が登場する話。
第4話「旧校舎殺人事件」前・中・解決編
少年探偵小林正太郎という中年探偵登場。
第5話「用具室完全密室殺人事件」前・中・解決編
エロキュール・ポルノなる裸の中年探偵登場。鵺高は変態探偵の集まりになってくる。
第6話「透明男爵の挑戦」
透明男爵なる者から海辺の別荘への招待状が金田一の元に届いた。
第7話「ペネロープ危機一髪」前・中・解決編
大金持ちの娘ペネロープの周りで殺人事件が続発し、彼女の両親も急死してしまった。
第8話「血ぬられた秘湯・湯けむり連続殺人事件～女子高生は見た! 」前・中・解決編
温泉宿で殺人事件が起きる。金田一の入浴シーンは髪が水に濡れて、別人のように色っぽい。雑誌では中編までが掲載されたところで打ち切りとなったため、解決編のみ単行本描き下ろし。

## 登場人物
金田 一（かねだ はじめ）
女子高生。有名な探偵の孫を称するが、祖父が誰なのかは不明。作中でも「金田」という姓の有名な探偵がいたかどうか囁きあわれている。鵺高（ぬえこう）推理研究会部長の少女探偵。セーラー服は着ているが、ボサボサ頭に裸足の下駄履き。殺人事件が起きると現れ捜査の協力をするが、返って邪魔になってしまうことがある。奇想天外な推理をするが、現実のほうが奇想天外（と言うよりSF）なので本人は不満である。ボサボサ頭から散らすフケで現場を荒らすこともあるが、入浴して髪を濡らすと見違えるほど色っぽくなる。スタイルも良い。初期の展開では真意不明の言動が多く警部に突っ込まれるボケ役だったが、第4話の小林正太郎登場以降はツッコミ役に廻され、かなりまともな言動のキャラクターとなった。
あさみ
金田一の助手的存在で、彼女のことを「先輩」と呼び、常に行動を共にしている。笑顔が張り付いたような人形的無表情で、髪はツインテール。実家は桁外れの実力者らしく、彼女の兄から電話がくると警察も逆らえない。電話一本で学校のコンクリートの校舎を破壊してしまう。基本的な鑑識の技術は知っているが、採取した指紋を自分のコレクションとしてしまいこむなど責任感覚や常識は大きく欠如している。「あさみ」というのが名字か名前かは不明。
小林 正太郎（こばやし しょうたろう）
怪人二十面相の小林少年と『鉄人28号』の金田正太郎のパロディである。
自称「少年探偵」の中年。半ズボンに蝶ネクタイをしている。少年探偵一筋30年のベテラン。どう見ても変質者だが、探偵の仕事はまともにこなす。配下に少年探偵団を持つが、こちらも中年の集まり。しかし彼らも一応役に立つ。不法に拳銃を持ち、無免許運転も「少年探偵の常識」と意に介さない。奥の手は鐵人八十八（てつひと やそはち）という巨大ロボット（鉄人28号のパロディである）である。無線操縦で動き、コンクリートの建物も破壊してしまう。
エロキュール・ポルノ
アガサ・クリスティのエルキュール・ポアロのパロディである。
私立探偵。肥満した中年で、常に全裸にネクタイという一目でわかる「服装」である。夏服、水着などの使い分けはしているらしい。スケベイスに座って、肛門のあたりの「推理のツボ」を助手であるオースチンに押させると「灰色の性細胞」が活性化し推理する。自称「スケベ椅子探偵」（「安楽椅子探偵」の同類らしい）巨大ナメクジに半身をかじられても、巨大シャンデリアの下敷きになっても、「危ないところだった」とけろりとしている不死身の怪物。
警部
いつも金田一コンビ達に捜査を助けられたり邪魔されたりしている。あさみの兄の電話を受けた時は顔面蒼白となり髪が真っ白になった。
監察医
子供の時行き倒れの死体を見てから、死体の魅力に取り付かれ監察医となった。死体をおもちゃにする不遜な人間である。料理も手術器具で行うが、腕は確からしい。
紅男（あかお）
上記監察医の弟。兄と同じ動機で死体に興味を持つが、こちらは職業的殺し屋になった。

## 書誌情報
あさりよしとお 『少女探偵 金田はじめの事件簿』 白泉社（ジェッツコミックス）、全1巻。なお、表紙は本編とは全く画風が異なる昭和の探偵物語風のイラストになっている（いわゆる「表紙詐欺」）。
1. 2006年4月28日発行、ISBN 978-4592142539